# Parrocchie della sede suburbicaria di Albano
Le parrocchie della Sede suburbicaria di Albano sono 78, presenti in tredici comuni. La popolazione battezzata nell'intera diocesi è pari al 95,3% della popolazione totale, in numero assoluti 390 100 persone.

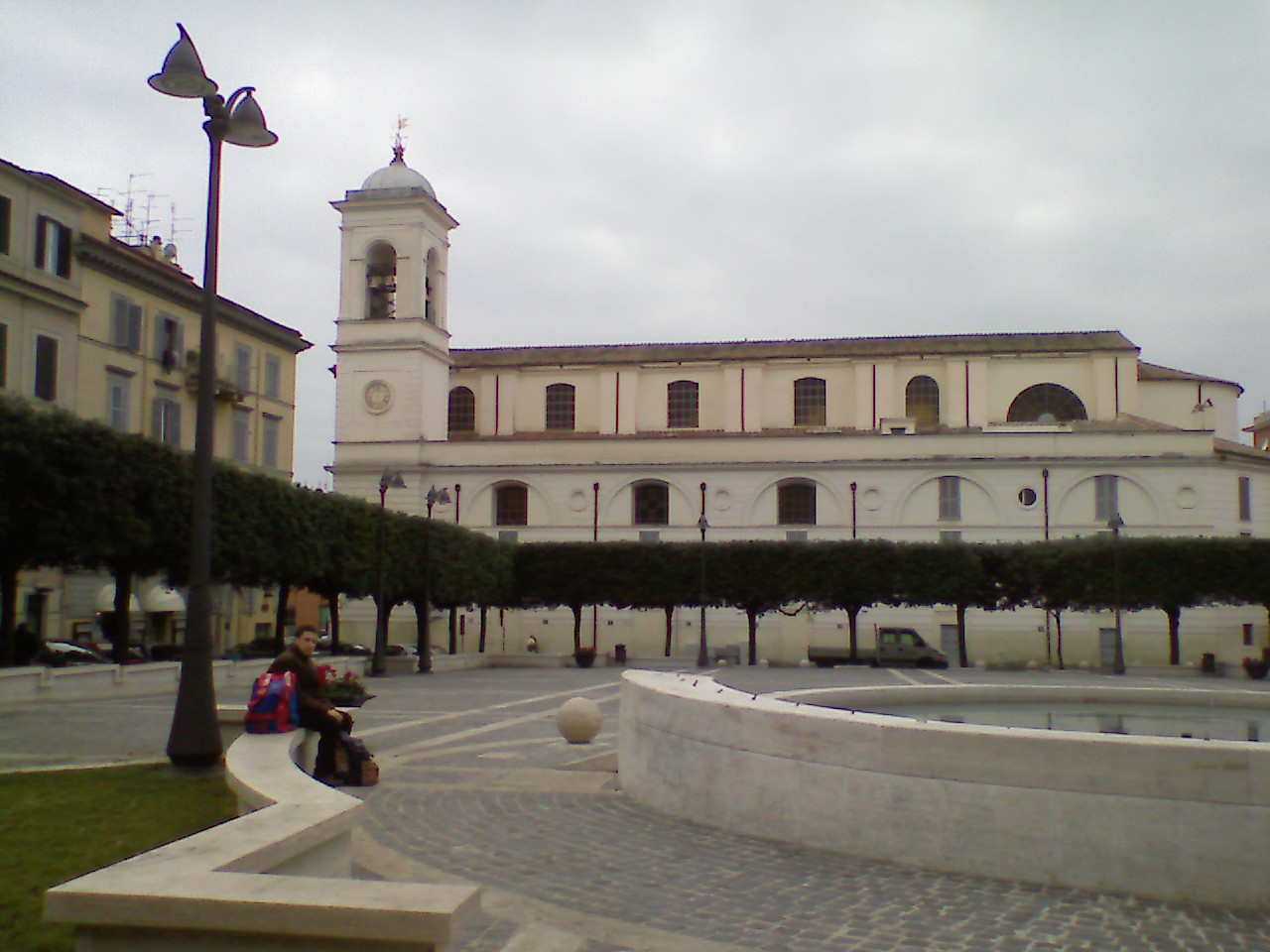
La Cattedrale di San Pancrazio Martire ad Albano Laziale.

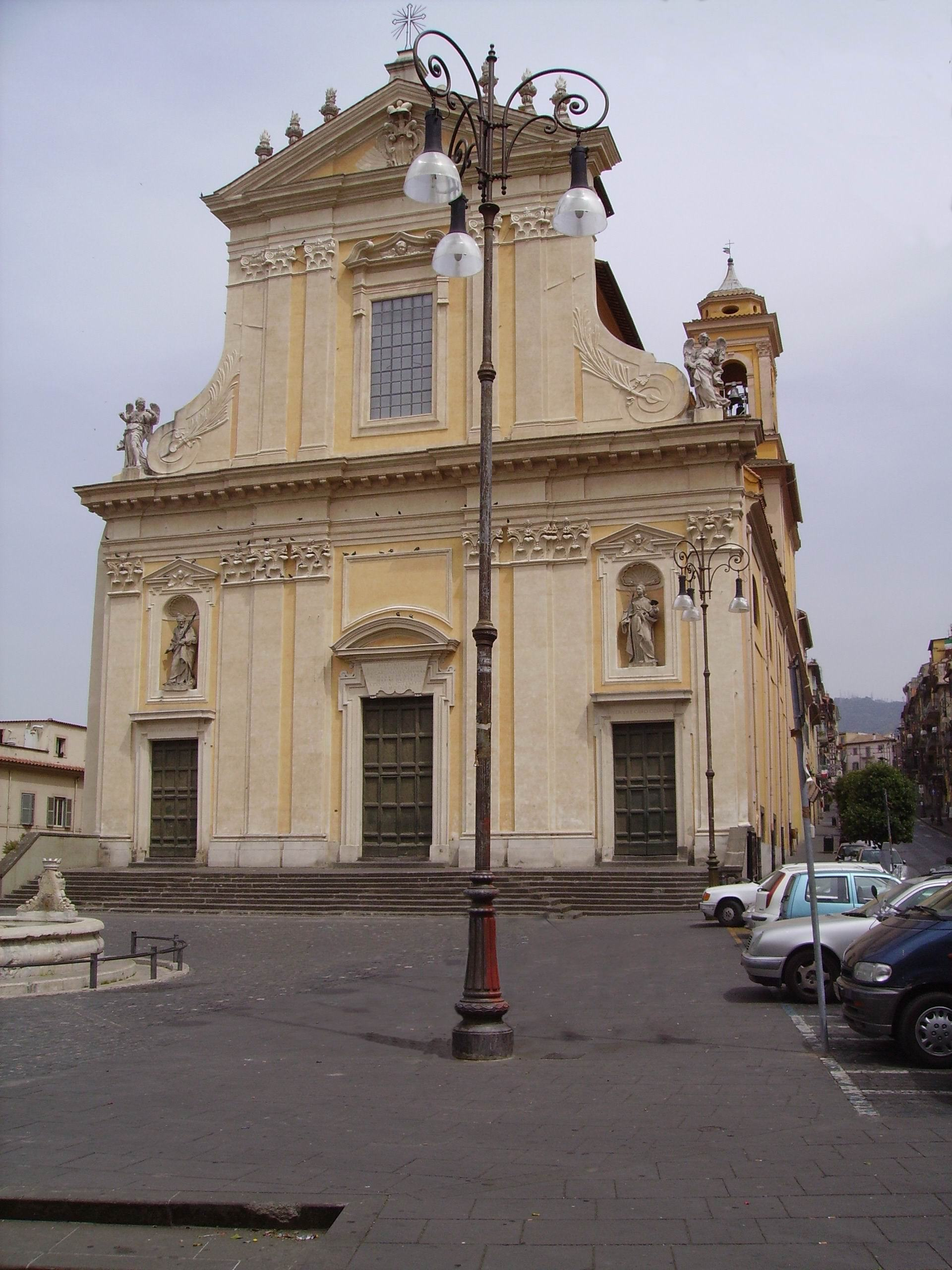
La Basilica Collegiata di San Barnaba Apostolo a Marino.

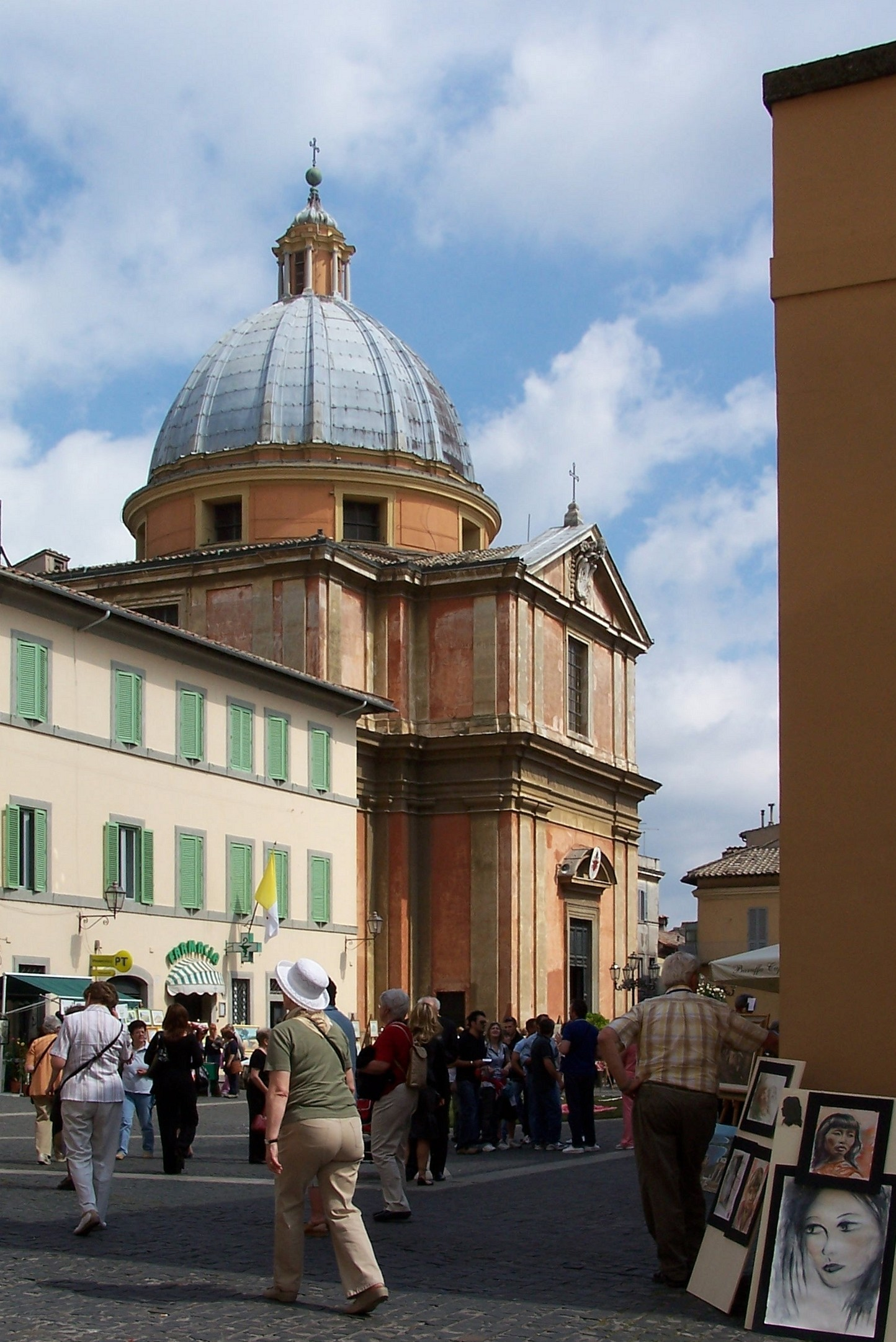
La Collegiata di San Tommaso da Villanova a Castel Gandolfo.

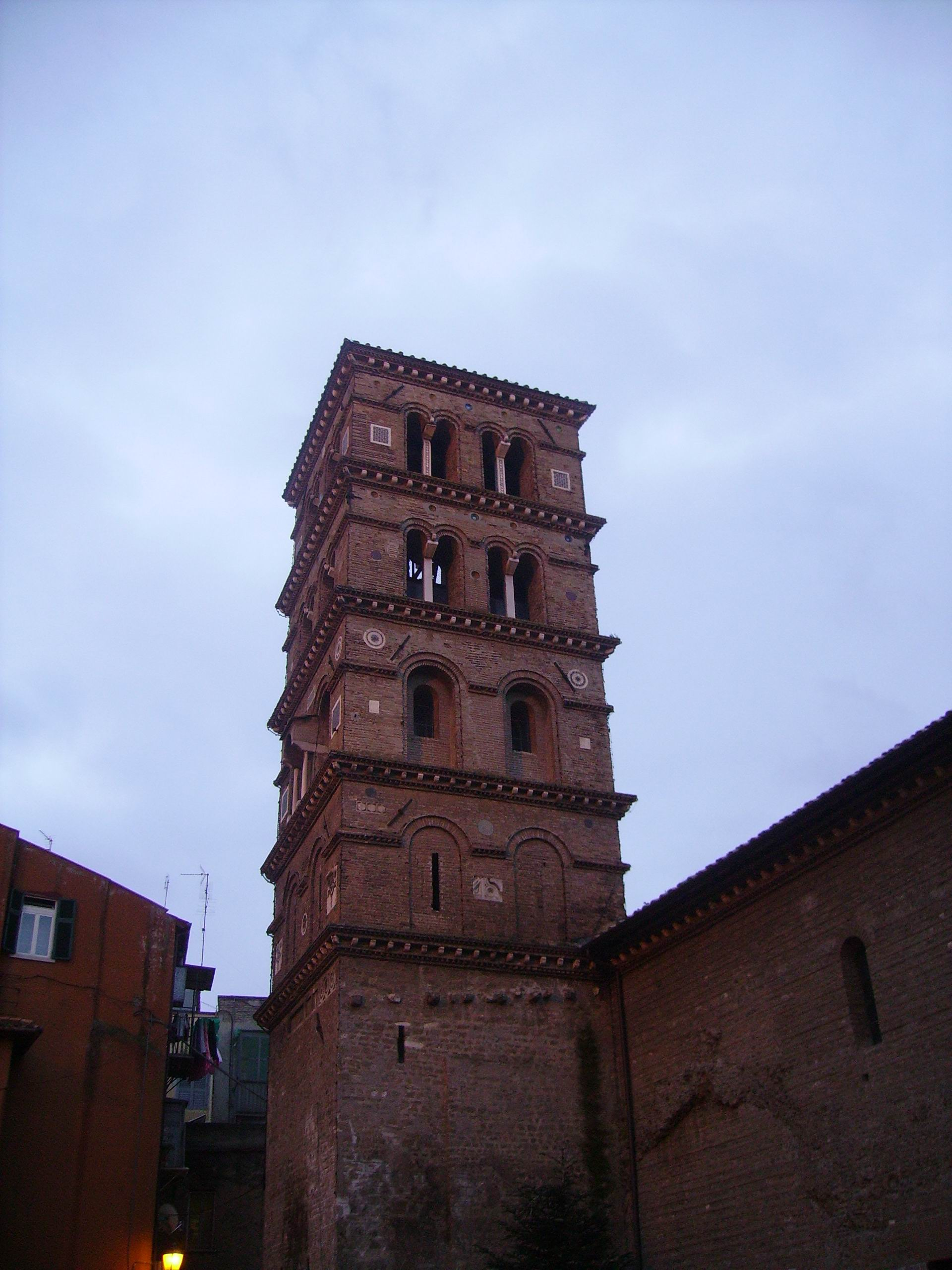
Il campanile romanico della Chiesa di San Pietro Apostolo ad Albano Laziale.

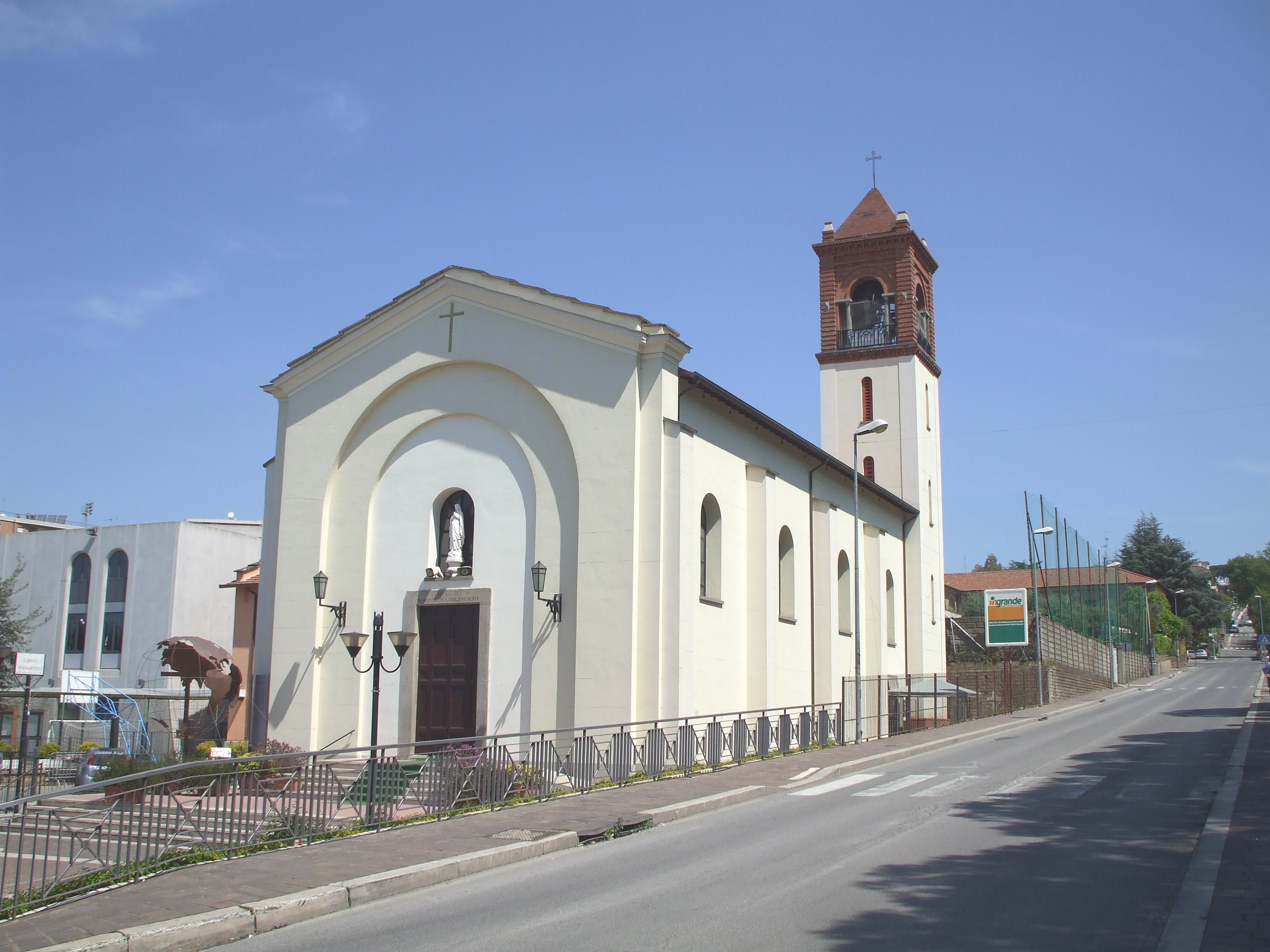
La Parrocchiale di San Filippo Neri a Cecchina di Albano Laziale.

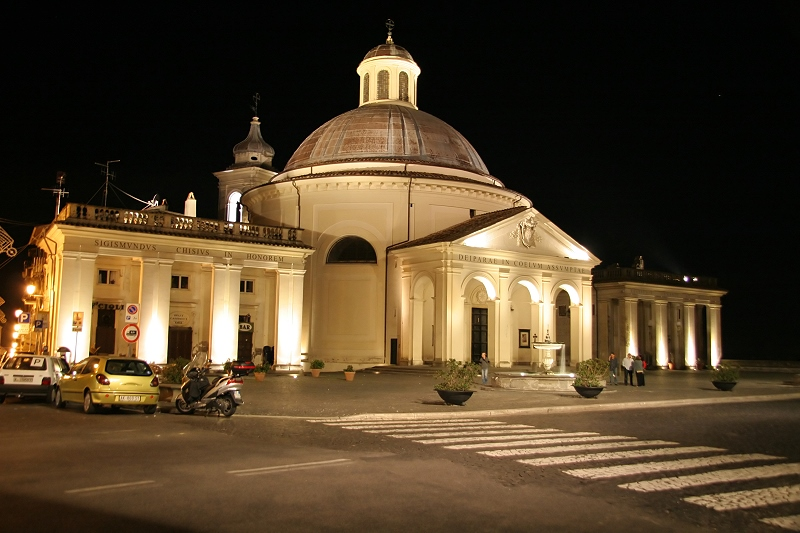
La Collegiata di Santa Maria Assunta ad Ariccia.

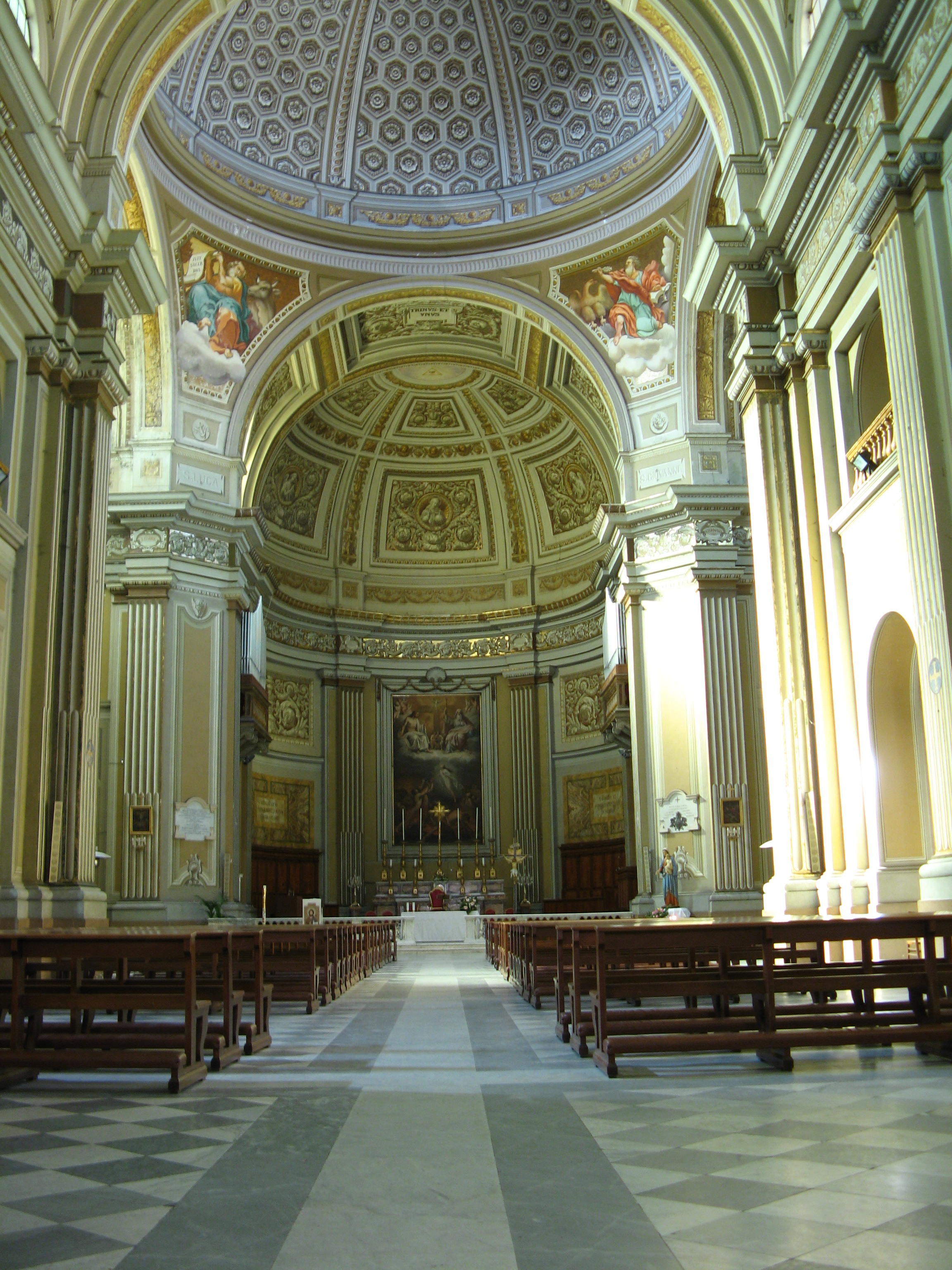
L'interno della Collegiata della Santissima Trinità a Genzano di Roma.

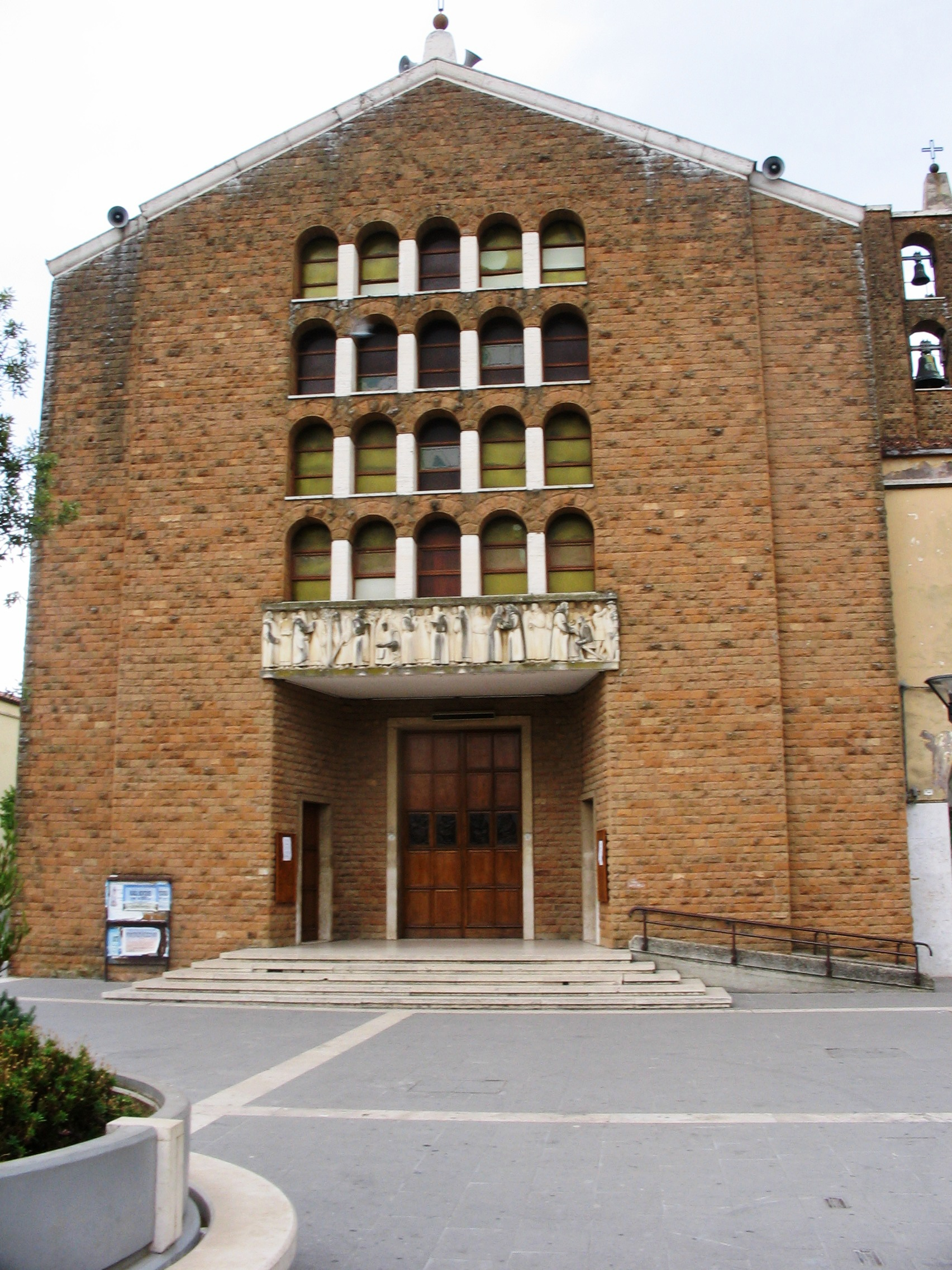
La Parrocchiale di San Benedetto Abate a Pomezia.

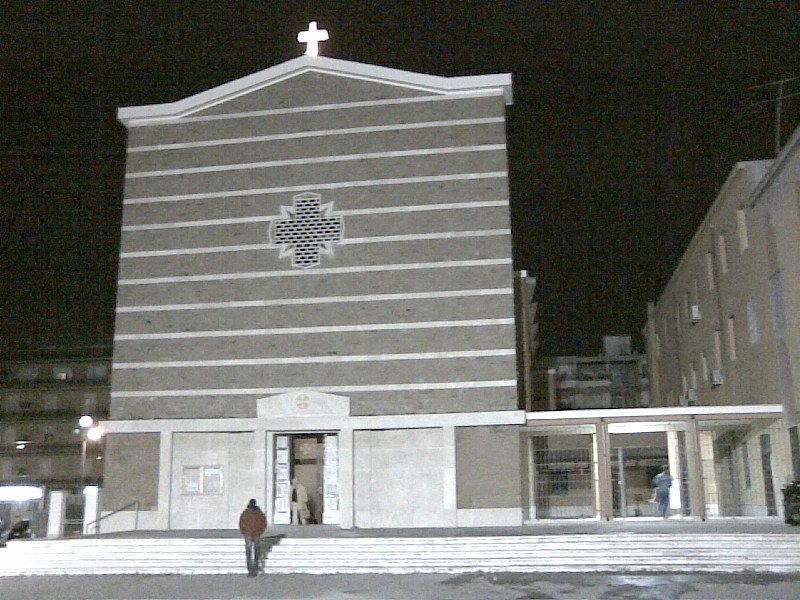
La Parrocchiale della Beata Maria Vergine a Torvajanica di Pomezia.

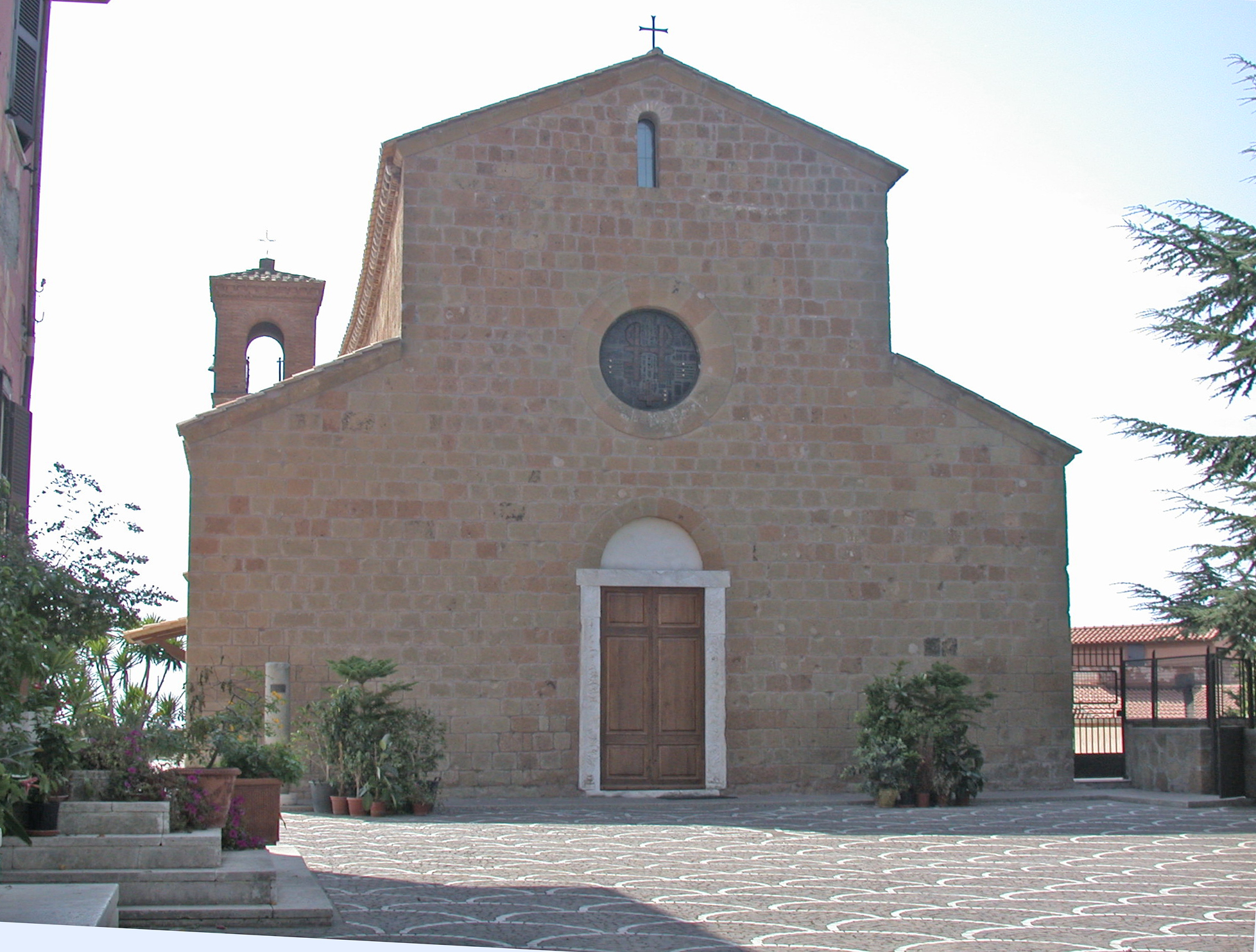
La Chiesa di San Pietro Apostolo ad Ardea.

Il territorio diocesano, dell'estensione di 661 km², è suddiviso in otto vicarie foranee:
- Vicaria di Ciampino;
- Vicaria di Marino;
- Vicaria di Albano;
- Vicaria di Ariccia;
- Vicaria di Pomezia;
- Vicaria di Aprilia;
- Vicaria di Anzio;
- Vicaria di Nettuno.

## Vicaria di Ciampino

### Ciampino
Il comune di Ciampino è abitato da 38 243 persone ed è vasto 11 km²: è uno dei comuni più importanti della provincia di Roma grazie al nodo ferroviario e all'Aeroporto di Roma-Ciampino; di sviluppo urbanistico recente, fino al 1974 era una frazione di Marino. Le parrocchie presenti nel territorio di Ciampino sono cinque:
- Beata Maria Vergine del Rosario (8 000 abitanti[2])
- Sacra Famiglia (Pantanelle; 3 500 abitanti[2])
- San Giovanni Battista (8 000 abitanti[2])
- San Luigi Gonzaga (2 500 abitanti[2])
- Chiesa del Sacro Cuore di Gesù (16 000 abitanti[2])

## Vicaria di Marino

### Marino
Il comune di Marino è abitato da 37 684 persone ed è vasto 26.10 km²: è il dodicesimo comune della provincia di Roma per numero di abitanti e uno dei primi per densità abitativa; inoltre è conosciuto per il vino locale e per la Sagra dell'Uva. Il patrono è San Barnaba (11 giugno). Le parrocchie del comune di Marino sono otto:
- Maria Santissima Ausiliatrice (Fontana Sala; 2 500 abitanti[3])
- Natività della Beata Maria Vergine (Santa Maria delle Mole; 	25 000 abitanti[3])
- San Barnaba Apostolo (8 500 abitanti[3])
- San Giuseppe (Frattocchie; 7 500 abitanti[3])
- Santa Maria delle Grazie (1 500 abitanti[3])
- Santa Rita da Cascia (Cava dei Selci; 4 500 abitanti[3])
- Santi Cirillo e Metodio (Due Santi; 1 200 abitanti[3])
- Santissima Trinità (3 000 abitanti[3])

## Vicaria di Albano Laziale

### Albano Laziale
Il comune di Albano Laziale è abitato da 38 215 persone ed occupa 23,50 km²; è il decimo comune della provincia di Roma per numero di abitanti, nonché uno dei primi per densità abitativa.
- Cuore Immacolato della Vergine Maria (5 000 abitanti[4])
- Sant'Eugenio I Papa (Pavona; 5 500 abitanti[5])
- San Filippo Neri (Cecchina; 12 000 abitanti[6])
- San Giuseppe Sposo di Maria Vergine (Pavona; 8 000 abitanti[7])
- Sant'Innocenzo I Papa (1 200 abitanti[8]
- Santa Maria della Stella (5 000 abitanti[9])
- San Pancrazio Martire (4 500 abitanti[10])
- San Pietro Apostolo (8 000 abitanti[11])
- Sacro Cuore di Gesù (Mole di Albano; 2 500 abitanti[12])

### Castel Gandolfo
Il comune di Castel Gandolfo è abitato da 8 619 persone ed è vasto 14.71 km²: è una località molto importante grazie alla presenza della Residenza Pontificia di Castel Gandolfo, che gode anche di extra-territorialità in favore della Città del Vaticano. C'è un'unica parrocchia sul territorio comunale:
- San Tommaso da Villanova (4 500 abitanti[13])

## Vicaria di Ariccia

### Ariccia
Il comune di Ariccia è abitato da 18 060 persone ed è vasto 18.36 km²: è una località nota soprattutto per le sue bellezze architettoniche e per i suoi decantati prodotti culinari. Il territorio di Ariccia è servito spiritualmente da quattro parrocchie:
- Nome Santissimo della Beata Maria Vergine (Fontana di Papa; 2 500 abitanti[14])
- Santa Maria Assunta in Cielo (7 500 abitanti[14])
- Santa Maria di Galloro (Galloro; 3 000 abitanti[14])
- San Senatore (1 500 abitanti[14])

### Genzano di Roma
Il comune di Genzano di Roma è abitato da 22 742 persone ed è vasto 18.15 km²: è una delle località più animate ed economicamente vive dei Castelli Romani. Il territorio di Genzano è suddiviso in tre parrocchie:
- San Giuseppe Lavoratore (6 500 abitanti[14])
- Santissimo Salvatore (5 000 abitanti[14])
- Santissima Trinità (11 000 abitanti[14])

### Lanuvio
Il comune di Lanuvio è abitato da 12 019 persone ed è vasto 43.91 km²: è il secondo comune più grande dei Castelli Romani, nonché una delle località più cariche di storia della zona e centro di produzione di un rinomato vino.
- Santa Maria Maggiore (9 000 abitanti[14])

### Nemi
Il comune di Nemi è abitato da 1 946 persone ed è vasto 7.36 km²: il suo territorio abbraccia il celebre Lago, ed è rinomato per la produzione di fragole. È presente all'interno del territorio comunale un'unica parrocchia:
- Santa Maria del Pozzo (2 000 abitanti[14])

## Vicaria di Pomezia

### Ardea
Il comune di Ardea è abitato da 38 846 persone ed è vasto 50.90 km²: è una delle città più antiche del Lazio, nonché uno dei comuni più grandi ed economicamente influenti della provincia di Roma. Il territorio di Ardea è suddiviso in cinque parrocchie:
- Regina Pacis (Pian di Frasso; 3 500 abitanti[15])
- Santa Caterina da Siena (Castagnetta; 3 500 abitanti[15])
- San Gaetano da Thiene (Nuova Florida; 9 500 abitanti[15])
- San Lorenzo (Tor San Lorenzo; che 20 000 abitanti[15])
- San Pietro Apostolo (10 000 abitanti[15])

### Pomezia
Il comune di Pomezia è abitato da 55 964 persone ed è vasto 107,34 km². È un centro di recente formazione, fino al 1938 parte del comune di Roma; include la famosa frazione balneare di Torvajanica, e sul suo territorio ospita svariate attività commerciali e industriali.
- Beata Vergine Immacolata (Torvajanica; 11 000 abitanti[15])
- Madonna di Collefiorito (Pomezia; 3 000 abitanti[15])
- Regina Mundi (Torvajanica Alta; 3 000 abitanti[15])
- Sant'Agostino (4 000 abitanti[15])
- Sant'Antonio Abate (Santa Palomba; 4 000 abitanti[15])
- San Benedetto Abate (11 000 abitanti[15])
- San Bonifacio (6500[15])
- San Giuseppe Artigiano (3 500 abitanti[15])
- Sant'Isidoro Agricoltore (Santa Procula; 3 000 abitanti[15])
- San Michele Arcangelo (7 500 abitanti[15])

## Vicaria di Aprilia

### Aprilia
Il comune di Aprilia ha 74 500 abitanti e una superficie di 177,70 km². Fondata nel 1936 è oggi la quarta città del Lazio per numero di abitanti.
- San Michele Arcangelo (Aprilia) ,; Numero di abitanti: 14.000
- Annunciazione della Beata Vergine Maria (Aprilia, Campo di Carne; Numero di abitanti: 6000
- La Resurrezione (Aprilia; Numero di abitanti: 2500
- Maria Madre della Chiesa (Aprilia; Numero di abitanti: 7500
- Natività di Maria Santissima (Aprilia; Numero di abitanti: 3000
- San Giovanni Battista (Aprilia, Campoleone; Numero di abitanti: 4000
- San Giuseppe (Aprilia; Numero di abitanti: 2500
- Santa Maria della Speranza (Aprilia, Fossignano) Numero di abitanti: 3000
- San Pietro in Formis (Aprilia, Campoverde) Numero di abitanti: 6000
- Spirito Santo; Numero di abitanti: 10000
- Santi Pietro e Paolo; Numero di abitanti: 10500

## Vicaria di Anzio

### Anzio
Il comune di Anzio è abitato da 49 490 persone ed è vasto 43,43 km²; è uno dei comuni più popolosi e vasti della provincia di Roma, importante e prospero centro portuale sul mar Tirreno.
- Santi Pio e Antonio (5 750 abitanti)
- Assunzione della Beata Vergine Maria (Lido dei Pini; 4 500 abitanti[16])
- Beata Maria Vergine del Monte Carmelo (Pocacqua; 4 000 abitanti[17])
- Sant'Antonio Abate (Falasche; 6 000 abitanti[17])
- San Benedetto (3 500 abitanti[17])
- San Bonaventura Vescovo e Dottore (7 000 abitanti[17])
- Santa Maria in Cielo (2 000 abitanti[17])
- San Pietro Clayer (Cioccati; 3 500 abitanti[17])
- Santa Teresa del Bambin Gesù (3 500 abitanti[17])
- Sacro Cuore di Gesù (4 500 abitanti;[17])

## Vicaria di Nettuno

### Nettuno
- Esaltazione della Santa Croce (Nettuno;
- Madre del Buon Consiglio  (Nettuno, Piscina Cardillo;
- Sant'Anna Madre della Beata Maria Vergine (Nettuno;
- Santa Barbara Vergine e Martire (Nettuno;
- San Giacomo Apostolo (Nettuno;
- Santa Lucia Vergine e Martire (Nettuno;
- San Paolo Apostolo (Nettuno, Tre Cancelli
- San Pietro Apostolo
- Sacratissimo Cuore di Gesù
- Santi Giovanni Battista ed Evangelista